# Carne de fieras
Carne de fieras és una pel·lícula espanyola dirigida per Armand Guerra el 1936.
Rodada el 1936 per Armand Guerra i recuperada durant l'estiu de 1991, la pel·lícula existeix actualment gràcies a la reconstrucció realitzada per Ferran Alberich i secundada pel Patronat Municipal Filmoteca de Saragossa.
Carne de fieras inicia la seva producció abans de la guerra civil espanyola del juliol de 1936, gràcies a un productor privat, Arturo Carballo. El rodatge es va detenir per l'aixecament de Franco. Armand Guerra va escriure els seus records detallats d'aquest període a A través de la metralla. A instàncies de la central anarcosindicalista CNT (Confederació Nacional del Treball) que va voler que es respectessin els contractes de tècnics i actors, es va completar el rodatge de la pel·lícula. Els rotllos van quedar oblidats en les seves caixes fins a 1992. El documental de Ezequiel Fernández: Armand Guerra, requiem pour un cinéaste espagnol (1997), evoca precisament el context d'aquest rodatge, que serà l'última ficció de Guerra.

## Sinopsi
La pel·lícula es desenvolupa en el món de l'espectacle. Aquesta és la història de Pablo, un boxador enamorat de la seva esposa Aurora. Aquesta última manté una relació adúltera amb un cantant de cabaret. Quan Pablo sorprèn els amants, sol·licita el divorci i entra en una profunda depressió que el portarà a perdre un combat de boxa. És llavors quan coneix a Marlene, una artista de varietats, el paper de les quals consisteix en ballar nua, excepte per un petit tanga, en una gàbia amb quatre lleons, i que està unida sentimentalment amb el seu company de treball, el domador Marck.
Els fets es precipiten quan Marck intenta agredir a Pablo, qui no sols no s'allunya de Marlene, sinó que assisteix assíduament al seu xou. Un dia Pablo és víctima d'un atemptat que la policia atribueix a l'entrenador, però gràcies a la intervenció de Perragorda (un nen adoptat per Pablo) es descobreix la veritable identitat de l'agressor.

## Repartiment
- Pablo Álvarez Rubio com a Pablo
- Alfredo Corcuera com a Picatoste
- Tina de Jarque com a Aurora
- Antonio Galán com a Antonio
- Marlène Grey com a Merlène
- Armand Guerra com a Lucas
- Georges Marck com a Monsieur Marck
- Mercedes Sirvent com a madrina
- Sara iglesias
- Jack Sidney
- Antonio Montoya

## Fitxa tècnica
- Productor: Arturo Carballo
- Director: Armand Guerra
- Investigació i direcció de reconstrucció, 1992: Ferran Alberich
- Guió: Armand Guerra
- Imatge: Tomas Duch
- Duració: 60 minutos